# Shockwave (Six Flags Great America)
Pour les articles homonymes, voir Shockwave.
Shockwave est un ancien parcours de montagnes russes assises en métal du parc Six Flags Great America, situé à Gurnee, dans l'Illinois, aux États-Unis. Ouvert le 3 juin 1988, il est démonté fin 2002 pour laisser place à Superman: Ultimate Flight, des montagnes russes volantes. Le parc ne trouvant aucun acquéreur, elles sont démolies en 2004.

## Statistiques
- Éléments : 3 loopings verticaux, block brake (freins de mi-parcours), Batwing, double vrille.
- Trains : trois trains de sept wagons, les passagers sont placés deux par deux pour un total de 28 passagers par train.

## Les restes deShockwave
Une grande partie de l'attraction a été démolie en 2004. Malgré tout, il subsiste de nombreux éléments de l'attraction à travers le parc.
- Une grande partie de la voie et des supports ont été revendus à un ferrailleur à Zion (Illinois).
- Le train rouge a été envoyé à Six Flags Great Adventure pour utiliser les pièces pour une attraction similaire : Great American Scream Machine[1].
- Le train jaune et le train bleu ont été envoyés à Six Flags Magic Mountain pour fonctionner sur leurs montagnes russes possédant sept inversions : Viper[1].
- La pancarte indiquant le nom de l'attraction fut donné au musée de l'American Coaster Enthusiasts.
- De nombreux écrous furent vendus à une vente aux enchères lors d'une convention sur les montagnes russes.
- Quelques poteaux sont encore visibles sur le parking des employés du parc.
- Le moteur du lift a été installé sur Demon.
- Les grandes portes en métal qui faisaient partie de l'entrée de Shockwave ont été repeintes en noir et peuvent être aperçues lors de Fright Fest à l'entrée de Seven Sins Cemetery.
- Une portion de l'escalier en spirale autrefois utilisé par la maintenance pour gagner du temps entre le troisième looping vertical et les freins de mi-parcours est maintenant utilisé à la base du lift hill en spirale de Whizzer.
- Un compresseur d'air et un morceau de voie sont utilisés comme décors durant Fright Fest.
- La station a été déménagée dans la zone de stockage près du parking des employés et sert maintenant de stockage.
- Le bâtiment principal de la file d'attente de Shockwave sert désormais pour la file d'attente de Superman: Ultimate Flight.
- Un petit segment de la voie a été réadapté pour remplacer une portion de voie corrodée sur Demon.
- Un petit morceau de voie consistant en un rail et en son support a été sauvé de la mise à la ferraille par un fan de montagnes russes[2].

## Autres informations
Un an après l'ouverture de Shockwave, Great American Scream Machine ouvre à Six Flags Great Adventure. Ces montagnes russes sont l'exacte réplique de Shockwave, mais avec un mètre en plus et une vitesse maximale de 109,4 km/h. Les deux montagnes russes étaient des records en termes de taille et de vitesse lors de leur ouverture. Enfin, en 1990, Viper ouvre à Six Flags Magic Mountain et bât les records de taille (57 mètres) et de vitesse (110 km/h) pour des montagnes russes à inversions. Ces trois montagnes russes ont été conçues par Arrow Dynamics, elles ont toutes les mêmes inversions : trois loopings verticaux, suivis d'un batwing, puis de deux corkscrews. Viper est identique à Shockwave et à Great American Scream Machine, mais a une fin légèrement différente et une transition différente entre les deux premiers loopings verticaux.